# 1558 pr. n. št.

## Smrti
- Tao I. (Senakhtenre Ahmoz), faraon Sedemnajste egipčanske dinastije (* ni znano)